# Joshua Dubau
Pour les articles homonymes, voir Dubau.

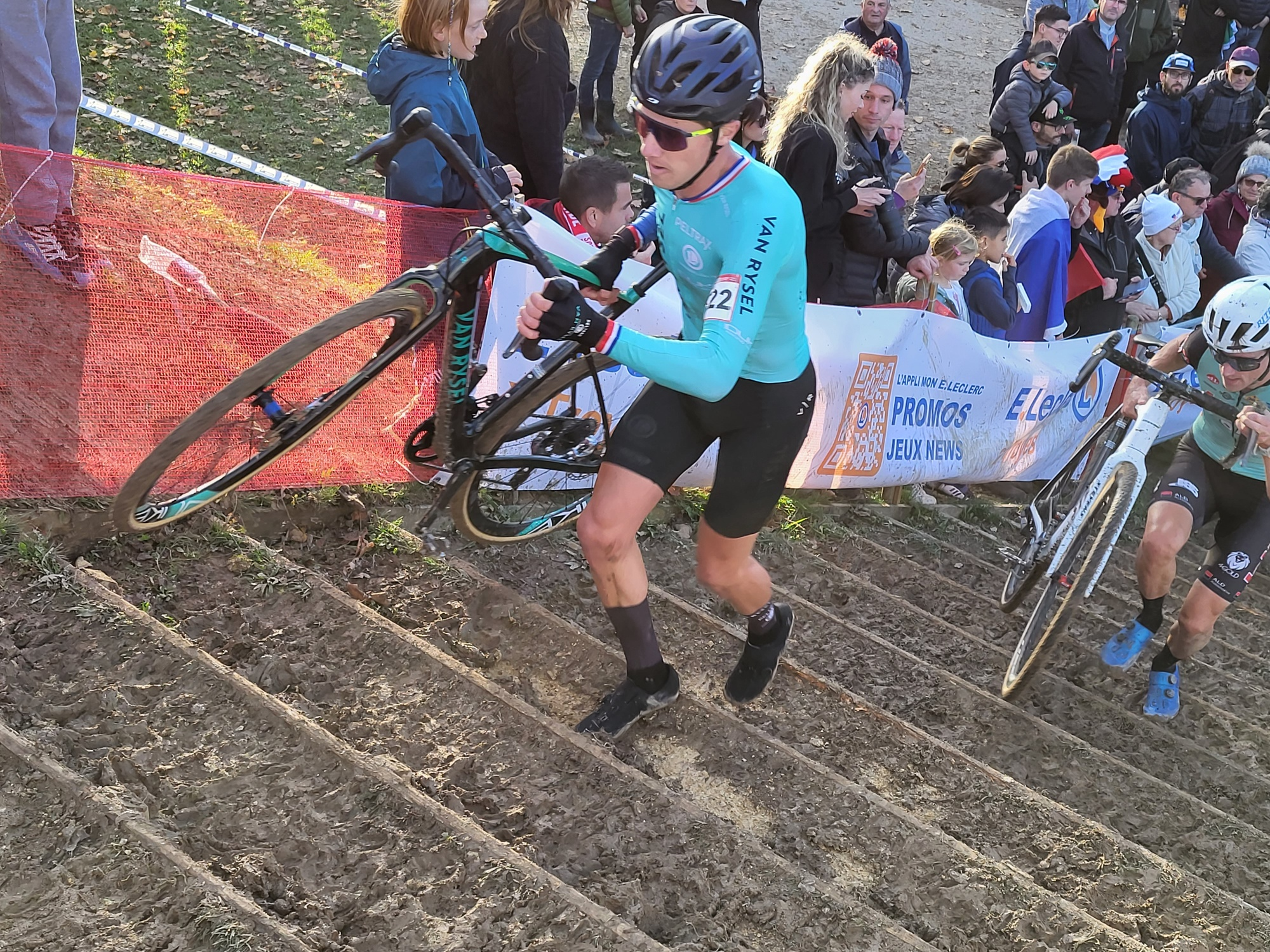
Joshua Dubau lors du cyclo-cross de Troyes en 2023.

Joshua Dubau, né le 4 juin 1996 à Reims, est un coureur cycliste français, spécialiste du cyclo-cross et du VTT. Il est notamment champion de France de cyclo-cross en 2022 et champion d'Europe de cyclo-cross en relais mixte en 2023.

## Biographie
Joshua Dubau a un frère jumeau Lucas également cycliste. Leur père, Ludovic Dubau lui aussi cycliste, a représenté la France en VTT aux Jeux olympiques de 2000. 
En 2013, Lucas remporte la première manche de la Coupe du monde de cyclo-cross juniors devant Joshua à Fauquemont. En début d'année 2018, il se classe deuxième du championnat de France de cyclo-cross espoirs, juste derrière son frère jumeau Lucas. En VTT, en 2018, après avoir remporté deux manches de Coupe du monde espoirs, il devient champion de France de cross-country espoirs à Lons-le-Saunier, puis champion d'Europe de cross-country espoirs en Autriche devant Filippo Colombo et Milan Vader.
En cyclo-cross, après avoir été deuxième derrière Clément Venturini en 2020 et 2021, Joshua Dubau devient champion de France à Liévin le 9 janvier 2022, devançant nettement Yan Gras et Fabien Doubey. 
En 2023, il monte à deux reprises sur le podium lors de la Coupe du monde de VTT. En novembre, il est sacré champion d’Europe de cyclo-cross avec le relais français. Une blessure lors de la Coupe du monde de VTT 2024 au Brésil met fin à ses chances de participer aux Jeux olympiques à domicile durant l'été 2024.

## Palmarès en VTT

### Coupe du monde
- Coupe du monde de cross-country espoirs
  - 2018 : 2e du classement général, 2 manches remportées

- Coupe du monde de cross-country élites
  - 2021 : 36e du classement général
  - 2022 : 17e du classement général
  - 2023 : 6e du classement général
  - 2024 : 42e du classement général

- Coupe du monde de cross-country short track
  - 2022 : 22e du classement général
  - 2023 : 3e du classement général
  - 2024 : 32e du classement général

### Championnats d'Europe
- Graz-Stattegg 2018
  -  Champion d'Europe de cross-country espoirs

### Championnats de France
| - 2018 - Champion de France de cross-country espoirs - 2019 - 3e du cross-country eliminator - 2020 - 2e du cross-country marathon | - 2022 - 3e du short track - 2023 - 2e du short track - 2025 - 3e du cross-country |

## Palmarès en cyclo-cross
| - 2015-2016 - Classement général de la Coupe de France espoirs - 2016-2017 - 3e du championnat de France de cyclo-cross espoirs - 6e du championnat du monde de cyclo-cross espoirs - 2017-2018 - Classement général de la Coupe de France espoirs : - Coupe de France de cyclo-cross espoirs #1, Besançon - Coupe de France de cyclo-cross espoirs #2, La Mézière - 2e du championnat de France de cyclo-cross espoirs - 4e du championnat d'Europe de cyclo-cross espoirs - 9e de la Coupe du monde espoirs - 2019-2020 - Cyclo-cross de Boulzicourt Ardennes, Boulzicourt - 2e du championnat de France de cyclo-cross - 2020-2021 - 2e du championnat de France de cyclo-cross - 9e du championnat d'Europe de cyclo-cross - 2021-2022 - Champion de France de cyclo-cross - Classement général de la Coupe de France : - Coupe de France #2, Pierric - Coupe de France #3, Quelneuc - Coupe de France #4, Quelneuc - Coupe de France #6, Bagnoles-de-l'Orne - Coupe de France de cyclo-cross #8, Troyes - Le Grand CX, Jablines - Cyclo-cross international de Boulzicourt Ardennes, Boulzicourt - Cyclo-cross International de la Solidarité, Lutterbach - 7e du championnat d'Europe de cyclo-cross | - 2022-2023 - Cyclo-cross Auxerre, Auxerre - Cyclo-cross de La Grandville, La Grandville - Grand Prix Garage Collé, Pétange - 3e de la Coupe de France - 3e du championnat de France de cyclo-cross - 2023-2024 - Champion d'Europe de cyclo-cross en relais mixte - Coupe de France #5, Flamanville - Coupe de France #6, Flamanville - Grand Prix Garage Collé, Pétange - 2e du championnat de France de cyclo-cross - 2024-2025 - Coupe de France #7, La Ferté-Bernard - 2e du championnat de France de cyclo-cross - Médaillé de bronze du championnat du monde de cyclo-cross en relais mixte |